# Brandon McNulty
Brandon Alexander McNulty (Phoenix, 2 aprile 1998) è un ciclista su strada statunitense che corre per l'UAE Team Emirates XRG.
Campione del mondo a cronometro juniores nel 2016. Professionista dal 2017, ha caratteristiche di passista-scalatore. Ha vinto il Giro di Sicilia 2019 e la 15ª tappa del Giro d'Italia 2023 con arrivo a Bergamo.

## Palmarès
- 2015 (Juniores)

2ª tappa, 1ª semitappa Corsa della Pace Juniores (Třebenice > Třebenice, cronometro)
Classifica generale Corsa della Pace Juniores
2ª tappa, 1ª semitappa Driedaagse van Axel (Axel > Axel, cronometro)
Campionati statunitensi, Prova a cronometro Juniores
1ª tappa Tour de l'Abitibi (Rouyn-Noranda > Amos)
3ª tappa Tour de l'Abitibi (Val-d'Or > Val-d'Or, cronometro)
- 2016 (Juniores)

2ª tappa, 2ª semitappa Tour du Pays de Vaud (Orbe > Orbe)
2ª tappa, 2ª semitappa Trofeo Karlsberg (Rimling > Rubenheim)
Classifica generale Trofeo Karlsberg
3ª tappa Tour de l'Abitibi (Rouyn-Noranda > Rouyn-Noranda, cronometro)
Classifica generale Tour de l'Abitibi
Campionati del mondo, Prova a cronometro Juniores
- 2017 (Rally Cycling, una vittoria)

Campionati statunitensi, Prova a cronometro Under-23
- 2018 (Rally Cycling, una vittoria)

Prologo Tour Alsace (Sausheim > Sausheim, cronometro)
- 2019 (Rally UHC Cycling, due vittorie)

3ª tappa Giro di Sicilia (Caltanissetta > Ragusa)
Classifica generale Giro di Sicilia
- 2022 (UAE Team Emirates, tre vittorie)

Trofeo Calvià
Ardèche Classic
5ª tappa Parigi-Nizza (Saint-Just-Saint-Rambert > Saint-Sauveur-de-Montagut)
- 2023 (UAE Team Emirates, due vittorie)

15ª tappa Giro d'Italia (Seregno > Bergamo)
Campionati statunitensi, Prova a cronometro
- 2024 (UAE Team Emirates, nove vittorie)

4ª tappa Volta a la Comunitat Valenciana (Teulada > Vall de Ebo)
Classifica generale Volta a la Comunitat Valenciana
2ª tappa UAE Tour (Al Hudayriyat Island > Al Hudayriyat Island, cronometro)
Gran Premio Miguel Indurain
3ª tappa Giro di Romandia (Oron > Oron, cronometro)
Campionati statunitensi, Prova a cronometro
1ª tappa Vuelta a España (Lisbona > Oeiras, cronometro)
3ª tappa Giro di Croazia (Novi > Abbazia)
Classifica generale Giro di Croazia
- 2025 (UAE Team Emirates XRG, due vittorie)

7ª tappa Giro di Polonia (Wieliczka > Wieliczka, cronometro)
Classifica generale Giro di Polonia

### Altri successi
- 2015 (Juniores)

Classifica a punti Corsa della Pace Juniores
Classifica giovani Driedaagse van Axel
- 2019 (Rally UHC Cycling)

Classifica giovani Giro di Sicilia
- 2023 (UAE Team Emirates)

Classifica giovani Giro dei Paesi Baschi
- 2024 (UAE Team Emirates)

3ª tappa Parigi-Nizza (Auxerre > Auxerre, cronosquadre)

## Piazzamenti

### Grandi Giri
- Giro d'Italia

2020: 15º
2023: 29º
2025: 9º
- Tour de France

2021: 69º
2022: 19º
- Vuelta a España

2022: 69º
2024: 54º

### Classiche monumento
- Liegi-Bastogne-Liegi

2021: ritirato
2022: ritirato
2025: 26º
- Giro di Lombardia

2020: 61º
2021: 65º

### Competizioni mondiali
- Campionati del mondo su strada

Richmond 2015 - Cronometro Juniores: 3º
Richmond 2015 - In linea Juniores: ritirato
Doha 2016 - Cronometro Juniores: vincitore
Doha 2016 - In linea Juniores: 16º
Bergen 2017 - Cronometro Under-23: 2º
Bergen 2017 - In linea Under-23: ritirato
Innsbruck 2018 - Cronometro Under-23: 7º
Innsbruck 2018 - In linea Under-23: 73º
Yorkshire 2019 - Cronometro Under-23: 3º
Yorkshire 2019 - In linea Under-23: ritirato
Imola 2020 - Cronometro Elite: 29º
Imola 2020 - In linea Elite: ritirato
Fiandre 2021 - Cronometro Elite: 22º
Fiandre 2021 - Staffetta: 8º
Fiandre 2021 - In linea Elite: ritirato
Glasgow 2023 - Cronometro Elite: 4º
Zurigo 2024 - Cronometro Elite: 10º
Zurigo 2024 - Staffetta: 6º
Zurigo 2024 - In linea Elite: 17°
- Giochi olimpici

Tokyo 2020 - In linea: 6º
Tokyo 2020 - Cronometro: 24º
Parigi 2024 - Cronometro: 5º
Parigi 2024 - In linea: 24º